# 大学城南駅 (昆明市)
大学城南駅（だいがくじょうみなみえき）は、中華人民共和国雲南省昆明市呈貢区雲南白薬街と欣慧路の交差点に位置する昆明地下鉄1号線の駅である。

## 歴史
- 2013年5月20日：開業[1]。

## 駅構造
島式ホーム2面2線を有する地下駅。

### のりば
案内上ののりば番号は設定されていない。
| 路線    | 方向 | 行先                             |
| ------- | ---- | -------------------------------- |
| ■ 1号線 | -    | 降車ホーム                       |
| ■ 1号線 | 北行 | 昆明駅・環城南路・北部汽車站方面 |

## 駅周辺
- 遠洋新幹線
- 雲南開放大学（中国語版）呈貢キャンパス
- 頤明園

## 隣の駅
昆明地下鉄
■ 1号線
大学城駅 (12 17) - 大学城南駅